# Basen miejski w Elblągu (odkryty)

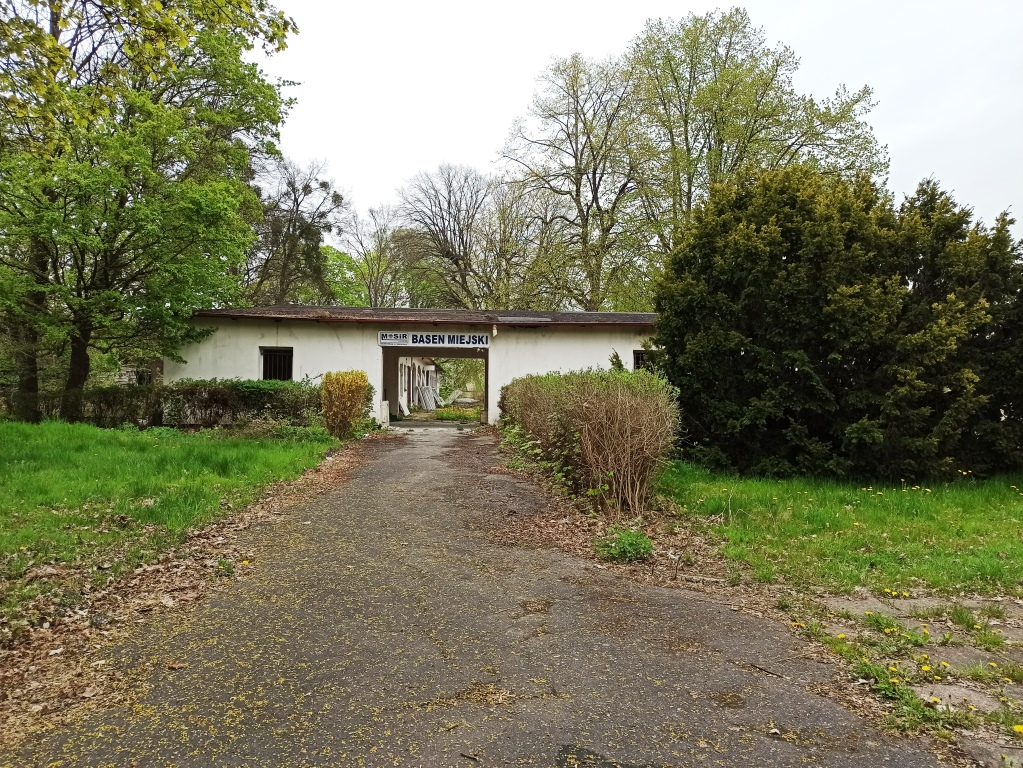
Wejście na basen

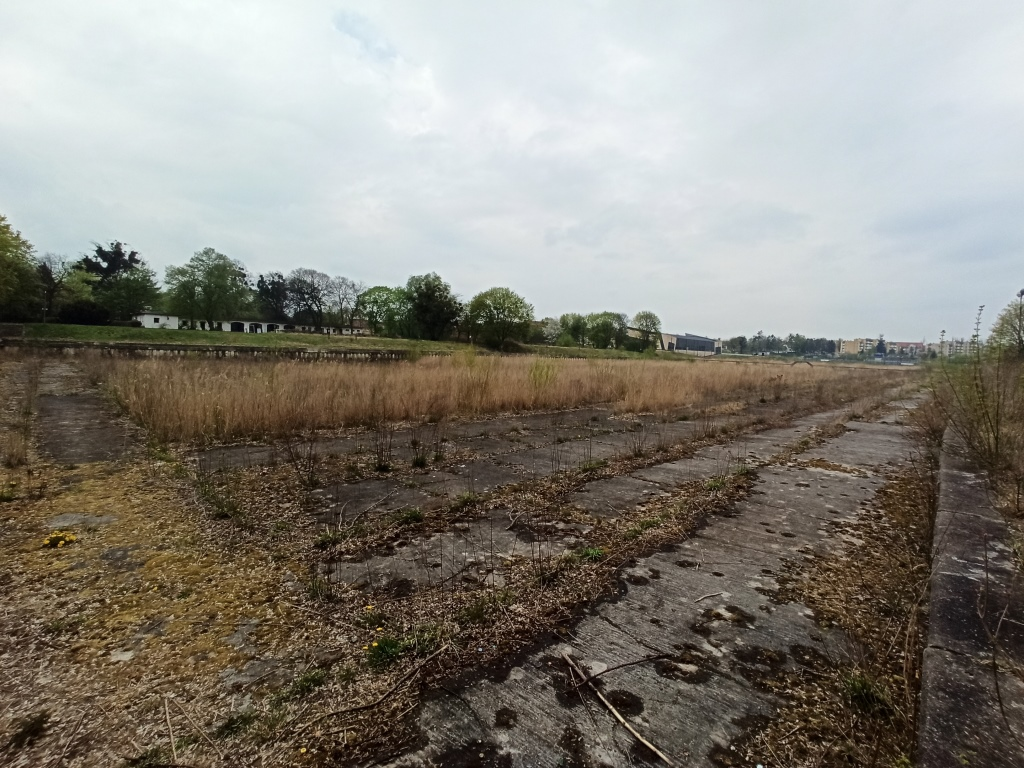
Stan obiektu w roku 2020

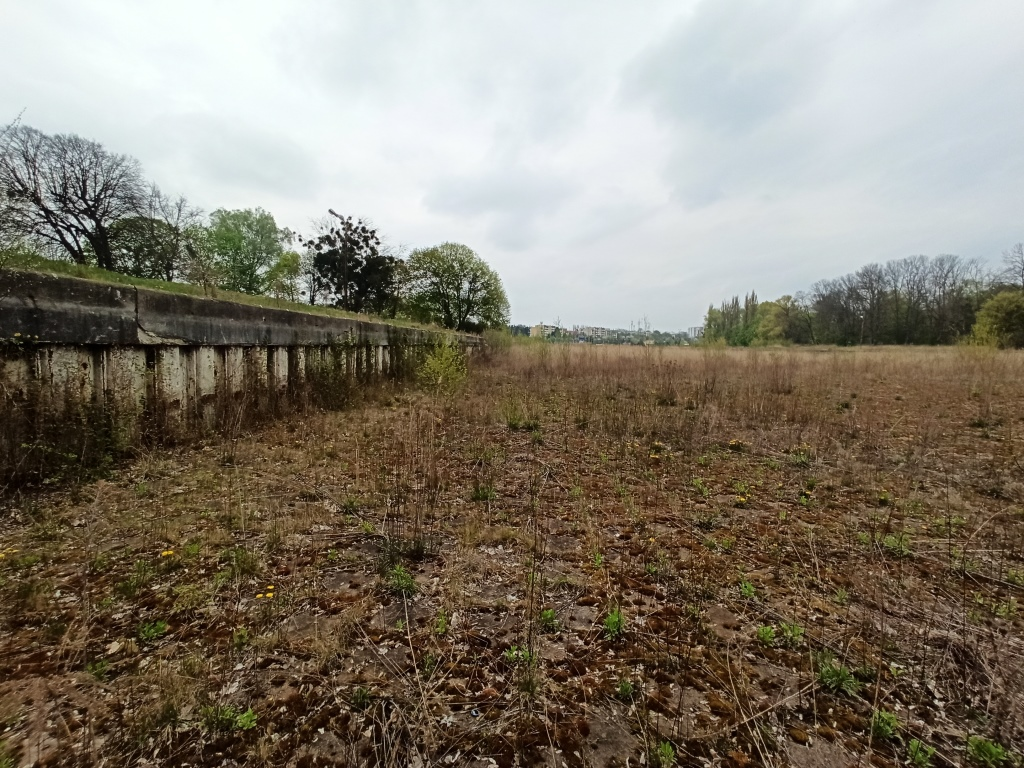
Stan obiektu w roku 2020

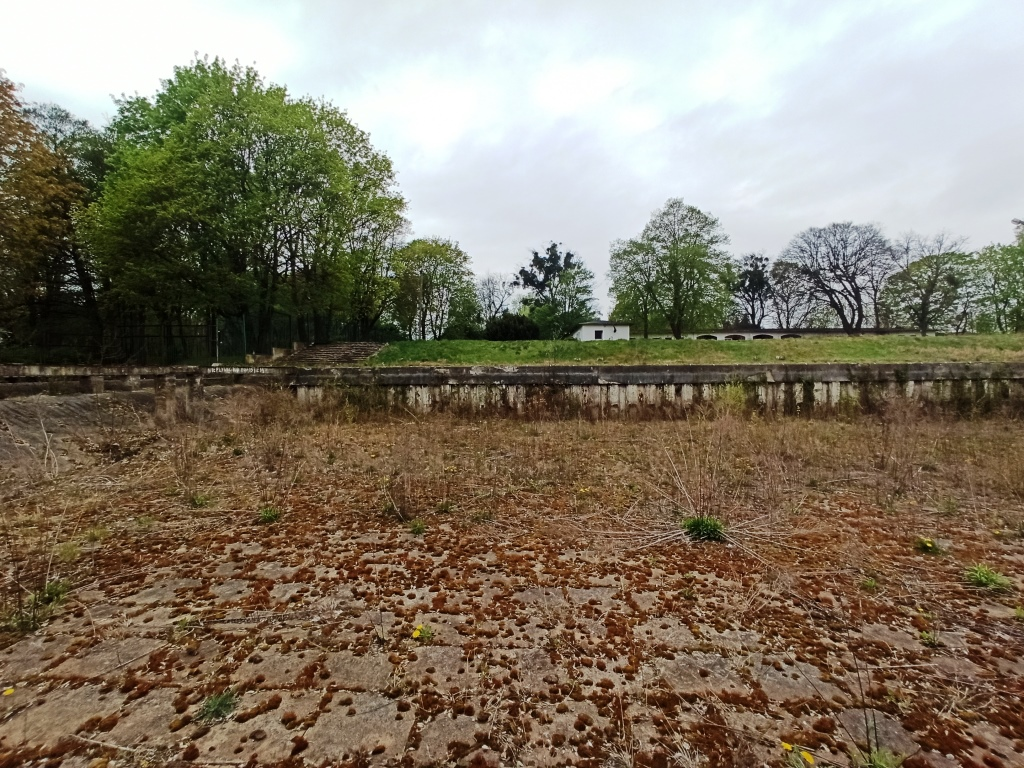
Stan obiektu w roku 2020

Basen miejski w Elblągu – znajdujący się w stanie ruiny basen pływacki w Elblągu. W chwili jego otwarcia, w 1934 roku, był największym odkrytym basenem w Europie.

## Historia obiektu
Basen zasilany był wodami przepływającej w pobliżu rzeczki Kumieli. Otwarty został z wielką pompą 1934 roku. Miał niespotykane, jak na standardy basenów miejskich, wymiary: szerokość 100 m, długość 230 m, głębokość do 3 m, lustro wody powierzchnię 3,4 ha. Podzielony był na dwie części: jedna przeznaczona dla kąpiących się, druga do korzystania ze sprzętu pływającego.
Nowoczesny, potężny basen od razu stał się jedną z najważniejszych atrakcji rekreacyjno-sportowych Prus Wschodnich. Rozgrywano na nim wiele prestiżowych zawodów. Wykorzystywany był także zimą. Na zamarzniętej tafli tworzono tor lodowy dla panczenistów. Trenowały tu łyżwiarstwo szybkie m.in. Elwira Seroczyńska i Helena Pilejczyk, medalistki olimpijskie z 1960 roku.
Stan basenu przez ostatnie lata funkcjonowania wzbudzał wiele zastrzeżeń. Po raz ostatni był czynny w sezonie 2011 roku. W 2012 władze miasta postanowiły go już nie uruchamiać i zlikwidować. Odtąd systematycznie niszczeje i zarasta.